# Palo Duro Canyon
Hẻm núi Palo Duro là một hẻm núi của hệ thống Caprock Escarpment nằm ở vùng Texas Panhandle, gần thành phố Amarillo và Canyon, tiểu bang Texas, Hoa Kỳ. Đây là hẻm núi lớn thứ hai tại Hoa Kỳ khi nó dài 120 mi (190 km) và có chiều rộng trung bình khoảng 6 mi (9,7 km) nhưng có những nơi rộng nhất lên tới 20 mi (32 km) tại một vài nơi. Độ sâu của hẻm núi là khoảng 820 ft (250 m), có những nơi lên tới 1.000 ft (300 m). Hẻm núi Palo Duro trong tiếng Tây Ban Nha là "hard wood", được biết đến và gọi là "Grand Canyon của Texas" bởi cả kích thước và đặc tính địa chất tại hẻm núi này. Tại đây có thể thấy các "bức tường" Mesa dốc đứng, rất giống với tại Grand Canyon.

## Địa chất

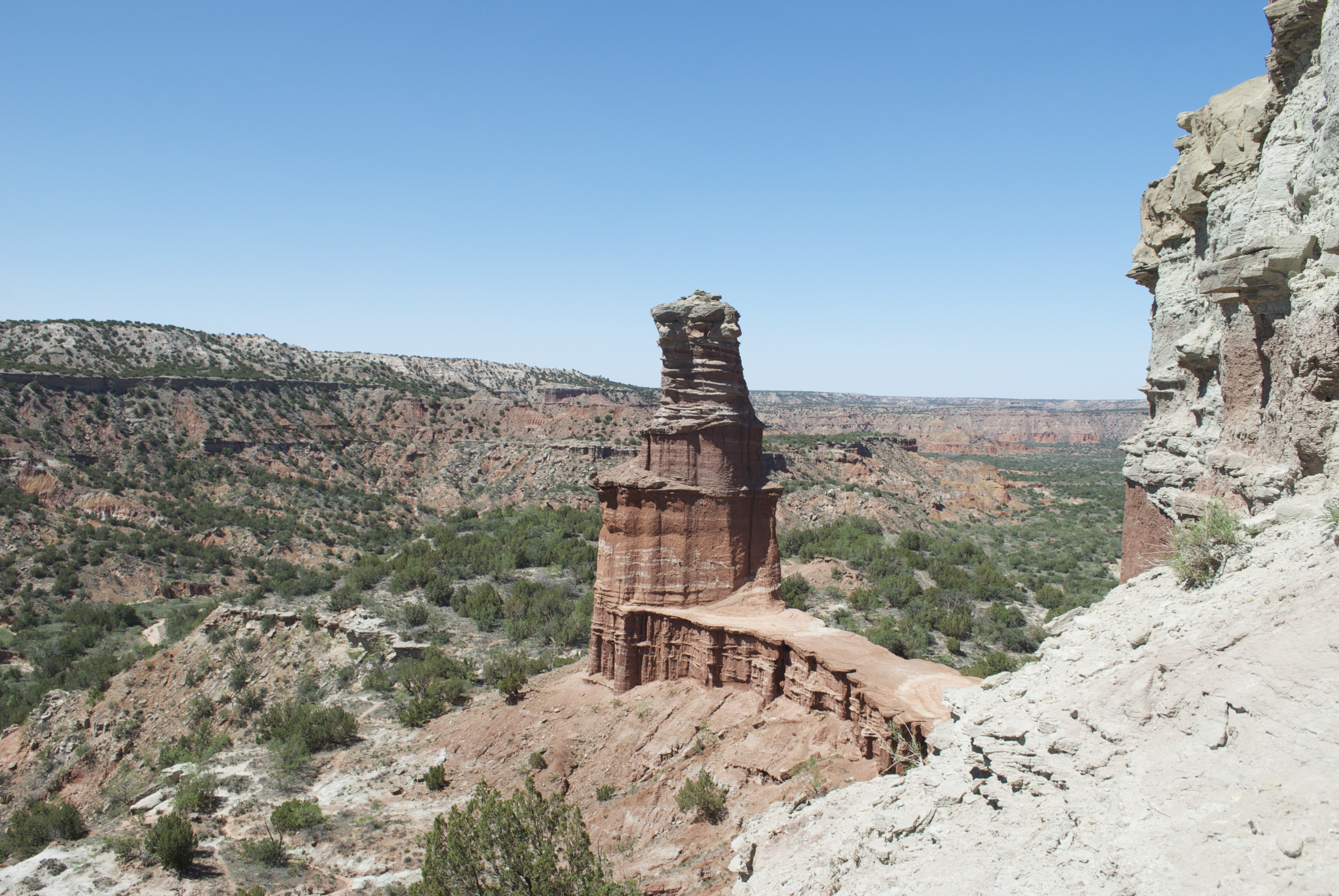
Lighthouse Rock

Hẻm núi được hình thành bởi sông Prairie Dog Town Fork Red chạy dọc theo khu vực Llano Estacado ở Tây Texas, sau đó đột ngột chảy siết xuống Caprock Escarpment. Quá trình xói mòn bởi nước qua hàng thiên niên kỷ đã định hình hẻm núi và tạo thành các dạng địa chất của hẻm núi như hiện tại.
Hẻm núi đáng chú ý bởi các hang động và các cột đá hình nấm. Một trong những đặc trưng nổi tiếng nhất của hẻm núi là Lighthouse Rock, một cột đá hình ngọn hải đăng.
Hẻm núi bị chia cắt bởi sông Red Prairie Dog Town Fork, trong suốt thời kỳ Pleistocen, cả khu vực đã được nâng lên. Hầu hết tầng đã được nhìn thấy ở hẻm núi đều được hình thành trong kỷ Permi và Trias